# Toba (Mie)
Toba (鳥羽市 Toba-shi?) es una ciudad localizada en la prefectura de Mie, Japón. En junio de 2019 tenía una población de 17.907 habitantes y una densidad de población de 167 personas por km². Su área total es de 107,34 km².

## Geografía

### Municipios circundantes
- Prefectura de Mie
  - Ise
  - Shima

## Demografía
Según datos del censo japonés, la población de Toba ha disminuido en los últimos años.
| Año del censo | Población |
| ------------- | --------- |
| 1995          | 26.806    |
| 2000          | 24.945    |
| 2005          | 23.067    |
| 2010          | 21.435    |
| 2015          | 19.448    |